# David Mitchell (Fußballspieler, 1866)
David Mitchell (* 29. April 1866 in Kilmarnock; † 6. Dezember 1948 in Irvine) war ein schottischer Fußballspieler. In seiner aktiven Karriere als Spieler gewann er in den 1890er Jahren jeweils dreimal die schottische Meisterschaft und den Pokal mit den Glasgow Rangers. Dazu kamen zwei Siege mit der schottischen Nationalmannschaft in der British Home Championship.

## Karriere

### Verein
David Mitchell begann seine Fußballkarriere in seiner Geburtsstadt beim FC Kilmarnock. Im September 1889 wechselte er zu den Glasgow Rangers. Sein Debüt gab er am 21. September 1889 im Glasgow Cup gegen den FC Pollokshaws. In der ersten Saison der Scottish Football League gewannen die Rangers mit Mitchell als Stammspieler die schottische Meisterschaft, die mit dem Punktgleichen FC Dumbarton geteilt wurde. Auch in den folgenden Spielzeiten war er fester Bestandteil und zeitweise der Kapitän des Teams, mit dem er 1894 erstmals den schottischen Pokal für die Rangers gewann. Bis zum Jahr 1900 kamen zwei weitere Meisterschaften und Pokalsiege hinzu.
Um das Jahr 1900 trainierte er kurzzeitig die Dänische Fußballnationalmannschaft der ein Jahr zuvor gegründeten Dansk Boldspil-Union.

### Nationalmannschaft
David Mitchell absolvierte zwischen 1890 und 1894 fünf Länderspiele für Schottland. Sein Debüt gab er am 29. März 1890 bei einem 4:1-Auswärtssieg gegen Irland während der British Home Championship. Zusammen mit England gewann Schottland die siebte Austragung des Turniers. Im März 1893 unterlief Mitchell ein Eigentor gegen Irland, das Spiel endete mit einem 6:1-Sieg im Celtic Park. Sein letztes Länderspiel absolvierte er im April 1894 bei einem 2:2 gegen England, das zum Sieg der British Home Championship 1893/94 verhalf.

## Erfolge
mit den Glasgow Rangers
- Schottischer Meister (3): 1891, 1899, 1900
- Schottischer Pokalsieger (3): 1894, 1897, 1898

mit Schottland
- British Home Championship (2): 1890, 1894